# استان کون کن

نقشهٔ تایلند و جایگاه استان خون کائن.

استان کون کن (تلفظ kʰɔ̌(ː)n kɛ̀n) یکی از استان‌های کشور تایلند است. مساحت آن ۱۰۸۸۶ کیلومترمربع می‌باشد. جمعیت این استان در سال ۲۰۰۰ بالغ بر ۱۷۰۰۰۰۰ نفر برآورد شده است .
استان کون کن از نظر تقسیمات کشوری بخشی از ناحیه شمال خاوری تایلند به حساب می آید. مرکز این استان شهر کون کن است.